# فصائل المقاومة الفلسطينية
فصائل المقاومة الفلسطينية هي التنظيمات والجماعات المسلحة والسياسية التي تأسست في فلسطين المحتلة بهدفِ مقاومة الاحتلال الإسرائيلي وتحقيق الحقوق الوطنية الفلسطينية. تتبنّى هذه الفصائل أساليب مختلفة للمقاومة ما بين عسكرية وسياسية وشعبية، وأغلبها يسعى لتحقيق أهداف مثل تحرير الأراضي الفلسطينية وإقامة دولة فلسطينية مستقلة عاصمتها القدس.
تختلف فصائل المقاومة الفلسطينية في أيديولوجياتها واستراتيجياتها لتحقيق الأهداف الوطنية، فبينما تتبنى بعض الفصائل الفكر الإسلامي (حماس والجهاد الإسلامي مثالًا) تعكسُ أخرى مثل الجبهة الشعبية لتحرير فلسطين الفكر اليساري الماركسي. تعتمد الفصائل أيضًا على استراتيجيات مختلفة، حيث تُركّز أغلب الفصائل الكبيرة على المقاومة المسلحة (حماس والجهاد والجبهة)، بينما تتبنى أخرى ما يُسمّى بالنضال السياسي والتفاوض مع إسرائيل مثل فتح التي اتبعت نهجًا سياسيًا بعد اتفاقية أوسلو وأصبحت السلطة الرئيسية في الضفة الغربية.
إلى جانب الفصائل الكبرى، هناك عددٌ من الفصائل الصغيرة التي تشكل جزءًا من النسيج السياسي والعسكري الفلسطيني. تشملُ هذه الفصائل لجان المقاومة الشعبية وفصائل أخرى تلعبُ دورًا في تشكيل المشهد السياسي والعسكري، وإن كان تأثيرها أقل مقارنة بالفصائل الكبرى.

## القائمة
تسردُ هذه الفقرة قائمةً بالفصائل الفلسطينية السياسيّة مع معلومات تفصيليّة حول كل فصيل أو حركة. القائمة مقسّمة لأربعة أقسام بحيث تضمّ قسمًا خاصًا بالفصائل الكبيرة (من ناحية الحجم والتأثير على الصعيدين السياسي والعسكري)، ثم فصائل متوسّطة ففصائل صغيرة وأخيرًا فصائل منتهية ولم يعد لها وجود.

### الفصائل الكبيرة
| الفصيل          | الذراع العسكري               | تاريخ التأسيس | معلومات تفصيلية |
| --------------- | ---------------------------- | ------------- | --- |
| حماس            | كتائب الشهيد عز الدين القسام | 1987          | تأسَّست حركة المقاومة الإسلامية (حماس) عام 1987 تزامنًا مع بدايةِ الانتفاضة الفلسطينية الأولى وتُعتبر من أبرز الفصائل التي تتبنى المقاومة المسلحة ضد إسرائيل. لدى حماس جناحٌ عسكري يُعتبر من الأقوى إن لم يكن الأقوى في فلسطين وهو كتائب الشهيد عز الدين القسام وتُعرف اختصارًا بكتائب القسّام والتي نفذت مئات العمليات ضدّ إسرائيل منذ التأسيس وحتى اليوم. تتمركزُ الحركة في قطاع غزّة، ولها وجود في الضفة الغربيّة وخاصة في المخيّمات. |
| الجهاد الإسلامي | سرايا القدس                  | 1981          | تأسَّست حركة الجهاد الإسلامي في فلسطين في تشرين الأول/أكتوبر من عام 1981 وهي حركة إسلاميّة مشابهة لحماس بل إن الحركتين خرجتا من فكرة واحدة. تُؤمن حركة الجهاد بالكفاحِ المسلّح طريقًا للتحرير أما جناحها العسكري فهي سرايا القدس التي تتمركزُ في قطاع غزة (رفقة القسّام) ولها نشاط ملحوظ في الضفة الغربية مع قوّة بارزة في محافظات مثل جنين و‌الخليل. |
| فتح             | كتائب شهداء الأقصى           | 1965          | تأسست حركة التحرير الفلسطيني (فتح) عام 1965 وتُعتبر من أقدم الحركات المتواجدة على الساحة الفلسطينيّة. كانت تُمثل الحركة الجناح العسكري والسياسي لمنظمة التحرير الفلسطينية، وكانت في بدايتها متبنيّة للمقاومة المسلحة ضد الاحتلال الإسرائيلي لكنها صارت عقب اتفاقية أوسلو مؤيدة للتطبيع مع إسرائيل ومعترفةً به. تغيّر نهج الحركة من الكفاح المسلّح إلى عقد الصفقات السياسيّة مع إسرائيل (المحتَلّ) وهو ما عرضها لانتقادات كثيرة واتهاماتٍ مستمرة بالعمالة والتخلّي عن القضية الفلسطينية من أجل مصالح شخصيّة لقادتها وعناصرها. تُسيطر الحركة على الضفة الغربية وتُسيّرها، لكنها غائبة عن المشهد في قطاع غزة بسبب طردها من قِبل حماس. |

### الفصائل المتوسطة
| الفصيل                           | الذراع العسكري          | تاريخ التأسيس | معلومات تفصيلية |
| -------------------------------- | ----------------------- | ------------- | --- |
| الجبهة الشعبية لتحرير فلسطين     | كتائب أبو علي مصطفى     | 1967          | تأسست الجبهة الشعبية لتحرير فلسطين في كانون الأول/ديسمبر 1967، وهي فصيل يساري ماركسي. كانت الجبهة في بداياتها واحدة من أهم الفصائل التي نفذت عمليات عسكرية ضد الاحتلال، ولكن مع مرور الزمن تراجعت قوتها بشكل ملحوظ مقارنةً بحماس والجهاد الإسلامي مثلًا. لا تزال الجبهة تُشارك في الكفاح ضد الاحتلال من خلال جناحها العسكري كتائب أبو علي مصطفى لكن تأثيرها السياسي والعسكري بات أقل مما كان عليه في السابق. |
| الجبهة الديمقراطية لتحرير فلسطين | كتائب المقاومة الوطنية  | 1969          | تأسست الجبهة الديمقراطية لتحرير فلسطين عام 1969 وهي من الفصائل اليسارية الفلسطينية شأنها شأن الجبهة الشعبيّة باستثناء أن الأولى تميلُ للحلول السياسية بما في ذلك حل الدولتين بينما تميلُ الجبهة الشعبية أكثر للكفاح المسلّح والثورة ضد المحتل. تميزت الجبهة الديمقراطية بمواقفها الماركسية-اللينينية، وكانت جزءًا من منظمة التحرير الفلسطينية، لكنّ تأثيرها السياسي والعسكري تراجع بشكل ملحوظ في السنوات الأخيرة مقارنة بالفصائل الكبرى مثل حماس وفتح. جديرٌ بالذكرِ هنا أنّ الجبهة الديمقراطية انشقَّت عن الجبهة الشعبية بسبب خلافات سياسيّة، ومع ذلك فلم تستطع الحركتان الحفاظ على قوّتهما السياسية ولا العسكريّة. |
| لجان المقاومة الشعبية            | ألوية الناصر صلاح الدين | 2000          | ظهرت لجان المقاومة الشعبية خلال الانتفاضة الفلسطينية الثانية في عام 2000، وبالتالي فهي من الفصائل حديثة العهد على الساحة الفلسطينيّة مقارنة بفصائل وحركات أقدم. تأسست الحركة استجابةً لتصاعد المقاومة ضد الاحتلال الإسرائيلي خلال الانتفاضة الثانية، وهي تتبنى أيديولوجية وطنية تجمع بين المقاومة المسلحة من جهة وأهداف التحرير الوطني من جهة ثانيّة. لدى اللجان ذراع عسكري وهو ألوية الناصر صلاح الدين وقد نفذت الأخير عمليات مسلحة ضد إسرائيل بما في ذلك الهجمات الصاروخيّة انطلاقًا من قطاع غزة الذي تنشطُ فيه.                                                                                           |

### الفصائل الصغيرة
| الفصيل                       | الذراع العسكري        | تاريخ التأسيس | معلومات تفصيلية |
| ---------------------------- | --------------------- | ------------- | --- |
| جبهة النضال الشعبي الفلسطيني | –                     | 1967          | جبهة النضال الشعبي الفلسطيني هي فصيلٌ فلسطيني يساري تأسَّسَ بفضل دعمٍ من بعض القوى العربية، وكان هدف الفصيل الرئيسي هو مقاومة الاحتلال الإسرائيلي وتعزيز الحقوق الفلسطينية. لم يكن لجبهة النضال أيّ دور بارز في الأنشطة العسكرية، بل ركّزت هذه الحركة بشكل رئيسي على العمل السياسي والنضال الشعبي. تراجع تأثير هذه الحركة بشكل كبير في السنوات الأخيرة وحالها حال منظمة الصاعقة فالحركة لم تُعلن حلّ نفسها رغم أن تأثيرها شبه منعدمٍ على القضية الفلسطينية لا سياسيًا ولا عسكريًا.                                                                                                   |
| جبهة التحرير الفلسطينية      | جيش التحرير الفلسطيني | 1959          | جبهة التحرير الفلسطينية هي فصيل فلسطيني تأسس في فترة مبكرة من الصراع الفلسطيني الإسرائيلي، لكنه سُرعان ما انهار مثله مثل أغلب الفصائل التي كان لها ارتباطٌ بالحكومات العربيّة. كان لجبهة التحرير بعض الدور في المراحل الأولى من النضال الفلسطيني، أما عن الأيديولوجية فقد تبنَّت الجبهة فكرة القومية العربية. تراجع تأثير جبهة التحرير مع مرور الوقت وخاصّة بعد حلّ ذراعها العسكري الذي كان معروفًا باسمِ جيش التحرير الفلسطيني. تُعتبر جبهة التحرير الفلسطينية من الفصائل الصغيرة جدًا ولها وجود محدود في الساحة الفلسطينية مقارنة بالفصائل الكبرى ولم تُعلن هي الأخرى عن حلّ نفسها. |
| حركة الأحرار الفلسطينية      | كتائب الأنصار         | 2006          | حركة الأحرار الفلسطينية هي فصيلٌ فلسطيني صغير جدًا ينشطُ في قطاع غزّة حيث ظهر بعد فترة قصيرة من الانقسام بين حماس وفتح. تتبنى الحركة الأيديولوجية الوطنية الفلسطينية، وتركز على مقاومة المحتلّ الإسرائيلي رغم أنّ نشاطها العسكري جدّ محدود. الأمين العام للحركة هو خالد أبو هلال (منشقّ عن فتح) وقد اغتالته إسرائيل في تشرين الثاني/نوفمبر 2023 خلال الأحداث التي أعقبت عملية طوفان الأقصى. |
| حركة المجاهدين الفلسطينية    | كتائب المجاهدين       | 2001          | تُعتبر حركة المجاهدين الفلسطينيّة من الفصائل الإسلامية المسلحة في فلسطين، وقد انبثقت من حركة فتح ثم اتخذت لها ذراعًا عسكريًا هو كتائب المجاهدين والذي كان يُمثّل لواءً سابقًا في كتائب شهداء الأقصى. تنشطُ هذه الحركة (وخاصة ذراعها العسكري) في قطاع غزّة مع حضور قليل جدًا في الضفة الغربية، أما عن أغلب عملياتها فتكون عادةً بالشراكة مع فصائل عسكريّة أكبر مثل القسام والسرايا. |
| فتح الانتفاضة                | صقور فتح              | 1986          | حركة فتح الانتفاضة هي فصيل فلسطيني تشكَّل بعد الانفصال عن حركة فتح عقب تغيير الأخيرة للفكرة الرئيسية القائمة عليها من الكفاح المسلّح للمفاوضات السياسية مع المحتل. تميلُ هذه الحركة للكفاح المسلّح وترفضُ التسوية السياسية وهو ما جعلها مقرّبة نوعًا ما من حركتي حماس والجهاد. كان للحركة دورٌ ملحوظٌ نوعًا ما في العمليات العسكرية ضد الاحتلال الإسرائيلي في الثمانينيات، ثم تراجع تأثيراها بشكل كبير مع مرور الوقت، خاصة بعد الانتفاضة الفلسطينية الثانية، ففقدت الحركة فقدت جزءًا كبيرًا من نفوذها، وأصبحت أقل حضورًا في الساحة الفلسطينية.                                         |
| جبهة التحرير العربية         | جيش التحرير الفلسطيني | 1968          | جبهة التحرير العربيّة هي فصيلٌ فلسطيني تأسس في الستينيات بدعمٍ من الحكومة العراقية تحت قيادة صالح سليم. تتبنّى الجبهة الأيديولوجية القومية العربية، وقد كان لها دورٌ ملحوظٌ في السبعينيات والثمانينيات من خلال الأنشطة العسكرية ثم انهارت تقريبًا عقبَ سقوط نظام صدام حسين في العراق والذي أفقدها الدعم والموارد. فقدت جبهة التحرير العربية الكثير من نفوذها، ولها اليوم وجود سياسي محدود وغياب عسكري مطلق. |

### الفصائل المنتهية
| الفصيل                   | الذراع العسكري        | تاريخ التأسيس | تاريخ الانتهاء | معلومات تفصيلية |
| ------------------------ | --------------------- | ------------- | -------------- | --- |
| منظمة الصاعقة            | منظمة الصاعقة         | 1966          | 2011           | حركة الصاعقة هي فصيل فلسطيني يتميز بتوجه قومي عربي ولها ارتباطٌ وثيقٌ بالنظام السوري. شاركت الحركة في بدايتها وخاصة في فترة السبعينيات والثمانينيات في عمليات مسلحة ضد الاحتلال الإسرائيلي، ولكن تأثيرها سرعان ما قلّ وتراجع حتى كادت تختفي في ظلِّ شبه الانهيار الذي حلّ بالنظام السوري الداعم الأول للحركة ومع ذلك فلم تُعلن الحركة عن حلّ نفسها رغم غيابها الكلي عن الساحة الفلسطينية.                                                      |
| منظمة التحرير الفلسطينية | جيش التحرير الفلسطيني | 1964          | 1993           | جيش التحرير الفلسطيني كانَ قوة مسلحة ولعب في وقتٍ محدّد دور الذراع العسكري لمنظمة التحرير حيث نفذ عمليات عسكرية ضد الاحتلال الإسرائيلي. لعب جيش التحرير الفلسطيني دورًا مهمًا في الصراع الفلسطيني-الإسرائيلي خلال فترة السبعينيات والثمانينيات ثم تراجع دوره بشكل كبير بعد اتفاقيات أوسلو وظهور ما سُمي حينها بالسلطة الوطنية الفلسطينية. تُعتبر الأجهزة الأمنية الفلسطينية اليوم امتدادًا لهذا الجيش الذي انتهى في شكله الأول الذي تأسَّس عليه. |

## الانتماء
يُمكن تقسم انتماءات الفصائل الفلسطينية لقسمين: فصائل في الغرفة المشتركة التي تأسَّست عام 2018 وأخرى في منظمة التحرير والتي تأسَّست عام 1964 لكنها صارت أضعف عسكريًا مقابل صعود فصائل الغرفة المشتركة.
يُلخّص الجدول التالي انتماءات الفصائل بينما تُمثل الأسماء بين قوسين الذارع العسكري لكل فصيل. يُلاحظ أنّ الفصائل الفلسطينية في منظمة التحرير (باستثناء الجبهتين الديمقراطية والشعبية كونهما منضمتان أيضًا في الغرفة المشتركة) لا تتوفّر على ذراع عسكري إطلاقًا فهو إما مجمَّد أو غير فاعل وذلك عقبَ اتفاقية أوسلو التي وقعتها المنظمة مع إسرائيل والتي كان من بنودها القضاء على كل مظهرٍ من مظاهر التسلّح الجماعي والفردي على حدٍ سواء.
| الفئات           | الغرفة المشتركة                                                                         | منظمة التحرير الفلسطينية                                                        |
| ---------------- | --------------------------------------------------------------------------------------- | ------------------------------------------------------------------------------- |
| الفصائل القويّة   | - حماس (كتائب القسّام) - الجهاد الإسلامي (سرايا القدس)                                   | - فتح                                                                           |
| الفصائل المتوسّطة | - لجان المقاومة الشعبية (ألوية الناصر صلاح الدين) - الجبهة الديمقراطية - الجبهة الشعبية | - الجبهة الديمقراطية - الجبهة الشعبية                                           |
| الفصائل الصغيرة  | - حركة الأحرار (كتائب الأنصار) - حركة المجاهدين (كتائب المجاهدين)                       | - جبهة التحرير الفلسطينية - جبهة التحرير العربية - جبهة النضال الشعبي الفلسطيني |